# Hangslot

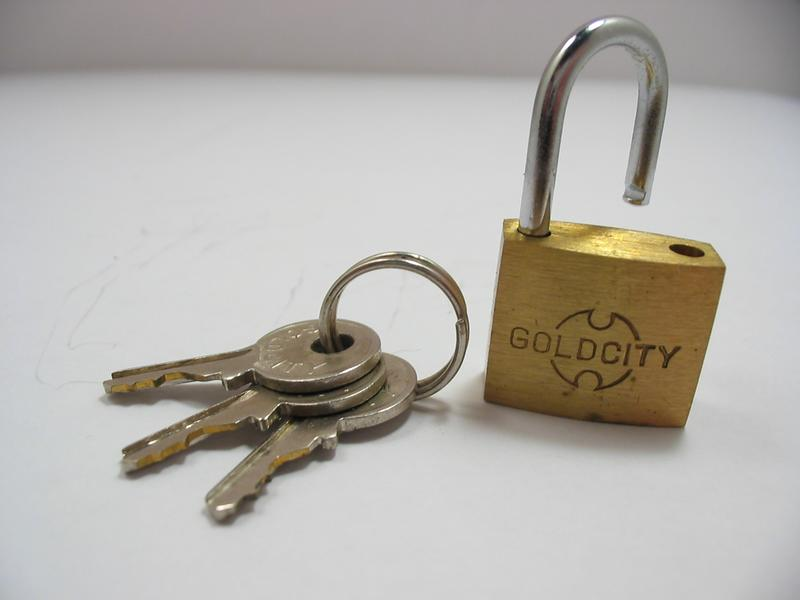
Hangslot met sleutels

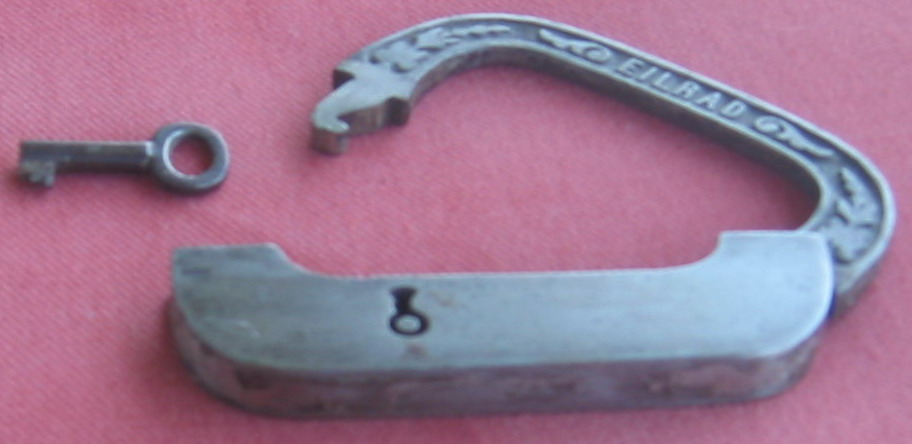
Hangslot of Beugelslot van omstreeks 1910, circa 8 cm. breed

Een hangslot is een slot dat niet in het te sluiten voorwerp is ingebouwd maar er los aan is bevestigd.
Een hangslot bestaat uit een kleine metalen beugel met een huis. In dat huis kan een klavierslot, combinatieslot of een cilinderslot zijn ingebouwd. Een klein hangslot heeft meestal een gehard stalen beugel van 2-3 mm dik en ca. 1 cm ruimte, een groot hangslot kan een beugel hebben van 8 mm dik en wel 10 cm ruimte. Hangsloten zijn er ook in verschillende veiligheidsgraderingen.

## Geschiedenis
Hangsloten werden ontwikkeld in Europa met het opkomen van de handel door de Kelten om het geld voor de handel veilig te stellen. Ze bestonden toen al in China.

## Toepassingen
Een hangslot is breed toepasbaar. Bij sommige kasten, kluizen of laden bestaat de sluiting uit een scharnierende klep die over een oog valt, een zogenaamde overvalsluiting. Door dat oog kan een hangslot gedaan worden. Ook kan een hangslot worden gebruikt om de twee eindschakels van een ketting te verbinden, zodat de ketting kan worden gebruikt om zaken aan elkaar te ketenen. Een soortgelijke mogelijkheid is er in combinatie met een staaldraad met twee eindstandige ogen.
Er zijn hangsloten verkrijgbaar onder hoofdsleutel in een hoofdsleutelinrichting, maar ook onderling gelijksluitend.

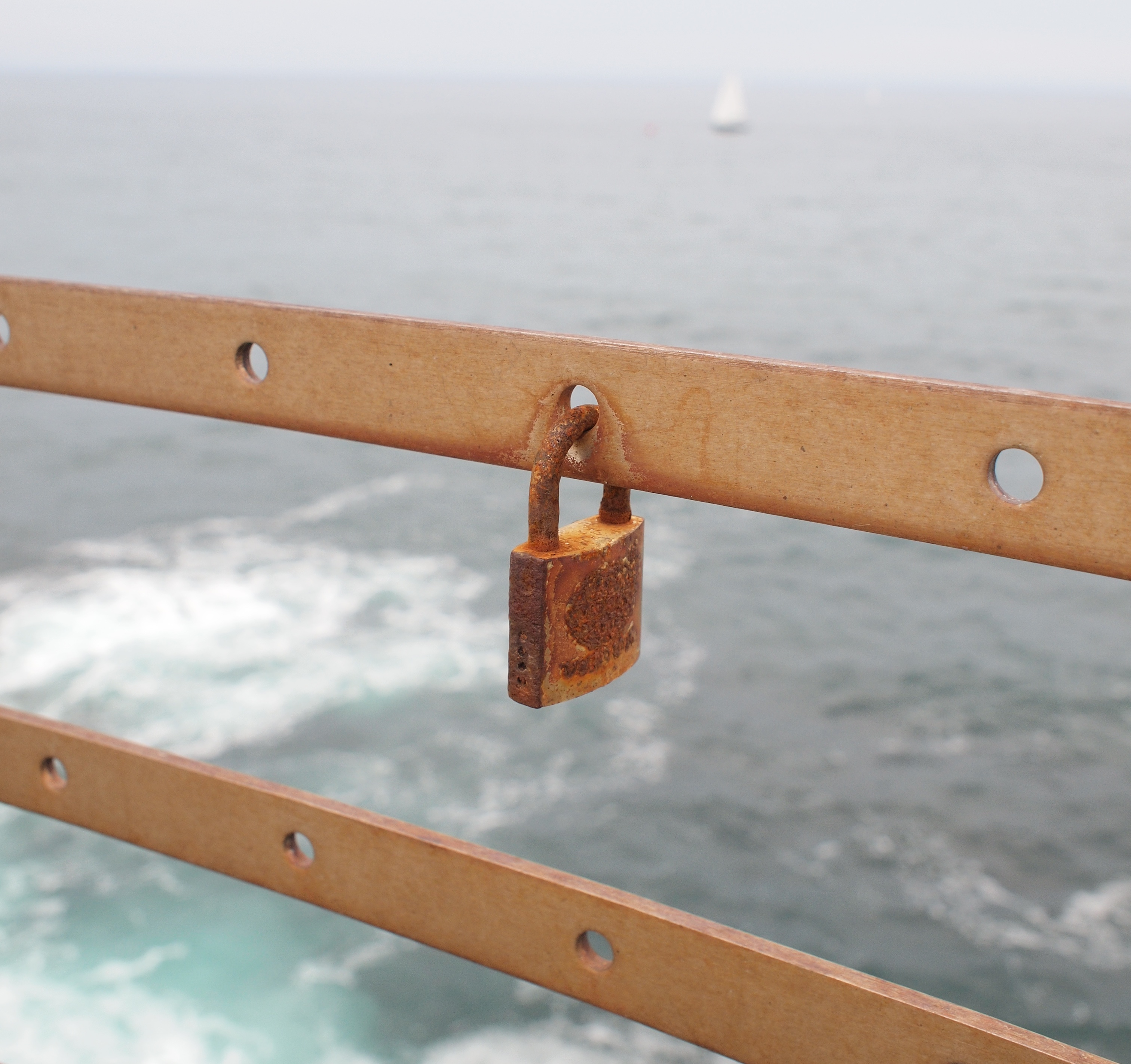
Liefdeshangslot aan een reling in San Sebastian

Hangsloten worden soms als liefdesslot door verliefde koppeltjes aan brugrelingen of openbare hekken vastgemaakt om hun liefde te bezegelen. De sleutels worden daarna weggeworpen. Deze traditie raakte in Europa in zwang omstreeks het jaar 2000 en nu zijn er in heel wat grote steden locaties waar dit gebruik populair is, bijvoorbeeld de Pont des Arts en de Pont de l'Archevêché te Parijs of de Tower Bridge in Londen.

## Trivia
- Bij de verering van Sint Raymundus Nonnatus brengen gelovigen hangsloten op het altaar aan om geheimen te beschermen en roddels te stoppen.